# Hyleoglomeris robusta
Hyleoglomeris robusta är en mångfotingart som beskrevs av Carl Graf Attems 1938. Hyleoglomeris robusta ingår i släktet Hyleoglomeris och familjen klotdubbelfotingar. Inga underarter finns listade i Catalogue of Life.